# 전사인자

활성자의 작용 과정.

전사인자(轉寫因子, 영어: transcription factor)는 진핵생물에서 전사 과정에 참여하는 단백질이다.

## 개요
원핵생물의 전사는 DNA의 전사 시작점인 프로모터에 RNA 중합효소가 직접 결합함으로써 시작된다. 그러나 진핵생물의 전사에는 보다 복잡한 과정이 필요한데, 진핵생물의 RNA 중합효소 II는 단순히 프로모터에 결합하여 전사를 시작할 수 없으며 전사인자인 다양한 조절 단백질이 염색체 위에서 조립된 다음에만 결합된다. 진핵생물의 RNA 중합효소 II는 전사인자들과 결합할 수 있는 자리만 있고 DNA와 직접 결합하지는 않기 때문이다.
TATA 박스와 같은 DNA 서열은 TATA 접합 단백질과 결합하여 유전자의 공통적인 프로모터로 작용한다. 그러나 다른 프로모터 서열은 특별한 전사인자들에서만 인식된다. 이들 특수한 전사인자는 발생과정에서 세포 분화에 중요한 역할을 담당한다.

## 기능
전사인자는 일군의 단백질 집합이다. 전사인자는 DNA를 청사진으로 삼아 유전 정보를 읽어들이는 역할을 하고, RNA 중합효소와 결합하여 전사를 조절한다. 따라서 전사인자는 유전자 발현의 과정에 매우 중요한 요소를 차지한다.

### 전사의 기본적인 조절
진핵생물에 존재하는 중요한 전사인자를 일반 전사인자(영어: general transcription factors, GTFs)라고 한다. 일반 전사 인자는 전사의 시작에 관여한다.
일반 전사 인자는 RNA 중합 효소와 결합하는 전사개시전 복합체와 프로모터에 결합하는 전사복합체로 구분된다. 전사복합체로는 DNA의 TATA 박스에 결합되는 TATA 결합 단백질인 TFIIA, TFIIB, TFIID와, 그외에 TFIIE, TFIIF, TFIIH 등이 있다. 이 외의 전사 인자들은 RNA 중합 효소와 전사복합체를 연결하는 전사개시전 복합체이다.

### 발생의 조절
많은 전사인자들이 다세포생물의 발생을 조절하는데 관여한다. 이들 전사인자들은 일정한 신호에 따라 특정 유전자의 전사를 켜고 끄는 스위치로서 작동한다. 이러한 스위치 작용은 개체의 형태를 형성하는데 관여하고, 세포의 역할을 결정하여 세포 분화를 촉진시킨다. 예를 들어 호메오 유전자의 일종인 혹스 유전자의 전사인자는 신체 부분의 특성을 결정짓는데, 혹스 유전자와 그에 따른 전사인자는 노랑초파리와 사람에게서 공통적으로 발견된다.
발생 과정에서 생물의 형태를 조절하기 위해 일부 세포들은 자살을 통해 사멸해야 한다. 예를 들어 사람의 발생 과정에서 손가락의 형성은 손가락 사이의 세포들이 사멸되면서 이루어진다. 이러한 세포의 자살을 지시하는 것도 이들 전사인자의 몫이다.

### 세포간 신호에 대한 반응
세포는 다른 세포의 유전자 발현에 영향을 주는 분자 신호를 생성하여 전달한다. 예를 들어 에스트로겐은 다른 세포의 에스트로겐 수용체에 전달되어 전사를 조절하는 신호로서 작용한다. 에스트로겐의 영향을 받는 세포는 그에 따라 유전자 발현을 조절하게 된다.

### 환경에 대한 반응
전사인자는 세포간 신호 뿐 아니라 자연환경에도 반응하여 유전자 발현을 조절한다. 대표적인 환경 반응 전사인자로는 노랑초파리에서 발견된 열충격 인자를 들 수 있다. 열충격 인자는 갑작스런 높은 열이나 산소부족 등의 스트레스에 반응하여 열충격 단백질의 생성을 지시하는 유전자의 전사를 촉진한다.

### 세포 주기의 조절
생물은 각각의 종마다 하나의 세포가 두 개의 딸 세포로 분화되는 기간인 고유의 세포 주기가 있다. 종양 유전자나 항암 유전자와 같은 특별한 유전자들을 연구한 결과 이들의 전사인자들은 정상적인 세포 주기를 변환시킨다는 것이 밝혀졌다. 종양 유전자의 전사인자인 c-myc은 세포가 비정상적으로 생장할때까지 세포 분열을 지연시킨다.

## 같이 보기
- 유전학
- 유전자 발현
- 전사
- 차세대 염기서열분석